# Klaus Tafelmeier
Klaus-Dieter Tafelmeier (Singen, 12 aprile 1958) è un ex giavellottista tedesco.

## Palmarès

### Europei
- 1 medaglia:
  - 1 oro (Stoccarda 1986)

### Europei juniores
- 1 medaglia:
  - 1 oro (Donec'k 1977)